# Dharapadavedu
Dharapadavedu é uma vila no distrito de Vellore , no estado indiano de Tamil Nadu.

## Demografia
Segundo o censo de 2001,  Dharapadavedu  tinha uma população de 30,238 habitantes. Os indivíduos do sexo masculino constituem 50% da população e os do sexo feminino 50%. Dharapadavedu tem uma taxa de literacia de 79%, superior à média nacional de 59.5%: a literacia no sexo masculino é de 85% e no sexo feminino é de 74%. Em Dharapadavedu, 9% da população está abaixo dos 6 anos de idade.